# Ulrich Straeter
Ulrich Straeter (* 26. Juli 1941 in Dortmund-Berghofen) ist ein deutscher Autor, Herausgeber und Verleger. Als Schriftsteller wurde Straeter durch seine Reiseberichte bekannt.

## Leben
Straeter war in der Bundesfinanzverwaltung tätig, bevor er 1981 mit 40 Jahren ein Studium der Germanistik, Geschichte und Erziehungswissenschaften an der Universität Essen aufnahm. 1986 machte er das Staatsexamen. Während seines Studiums arbeitete er regelmäßig journalistisch bei dem Monatsmagazin Standorte mit, das im Klartext Verlag Essen erschien. Gleichzeitig schrieb er Artikel und Rezensionen für Zeitungen und Zeitschriften. Erste belletristische Texte erschienen in Anthologien bei Rowohlt und im Fischer-Taschenbuch Verlag.
Von 1978 bis 1996 war Straeter Mitglied der Dortmunder Werkstatt des Werkkreises Literatur der Arbeitswelt. 1981 begann er mit aktiver (Umwelt)-Politik auf kommunaler Ebene. Nach einem Jahr als Referendar im Schuldienst wechselte er als Organisator in den Kulturbereich (ARKA Kulturwerkstatt im Rahmen des IBA Emscherpark-Projektes und des späteren Weltkulturerbes Zeche Zollverein in Essen) und entwickelte sich zum Schriftsteller.
1992 gründete Straeter zusammen mit Gerhard Abbenhaus von der ARKA Kulturwerkstatt den Arka Verlag, den er 1994 allein übernahm. 1993 gründete Straeter mit seiner Frau Ilse Straeter und einigen Freunden die Gruppe ZORMM, Wörter, Töne, Bilder. Die Gruppe organisiert Literaturveranstaltungen, die durch Musik, bildende Kunst und Tanz ergänzt werden. Er lebt in Essen.

## Werke
- Schafsnasen in Wales. Hamburg 1992, ISBN 3-927840-18-1.
- Zwischen Wind und Wetter – 1000 Kilometer Irland mit dem Fahrrad Zwischen Wind und Wetter. Essen 1996, ISBN 3-929219-03-4.
- Pastis unter Platanen, Gedichte und andere Impressionen. Essen 1998, ISBN 3-929219-06-9.
- Bretagne Bleue. Bad Honnef 2001, ISBN 3-89502-138-5.
- Westfälische Dichterstraßen – III. Haus Nottbeck. Münster, 2003 ISBN 3-87023-249-8.
- Steinfinger sticht in Coelinblau. Essen 2007, ISBN 978-3-929219-25-8
- In Irland. Essen 2008, ISBN 978-3-929219-27-2
- Grüne Minna. Bottrop 2010, ISBN 978-3-942094-01-6.
- Sizilianische Zitronen. Berlin 2010, ISBN 978-3-89502-318-7.
- Eickmeiers Traum und andere Geschichten. Bochum 2014, ISBN 978-3-8196-0945-9.
- In jenem ach so heißen Sommer in Ruhrgebietchen – was deine Kinder an dir lieben und was nicht. Verlag Henselowsky Boschmann, Bottrop 2018. ISBN 978-3-942094-80-1

## Auszeichnungen
- 1985: Preisträger bei den Folkwangtagen Essen 1985 (Plakat-Text-Wettbewerb)
- 2002: Verleihung des Rheinlandtalers für Kunst und Kultur des Landschaftsverbandes Rheinland, zusammen mit Ilse Straeter
- 2003: Preisträger beim 6. Wettbewerb der Nationalbibliothek des deutschsprachigen Gedichtes in München